# 129898 Sanfordselznick
129898 Sanfordselznick è un asteroide della fascia principale. Scoperto nel 1999, presenta un'orbita caratterizzata da un semiasse maggiore pari a 1,9132916 UA e da un'eccentricità di 0,0588010, inclinata di 21,35026° rispetto all'eclittica.